# U-20ラグビーアイルランド代表
U-20ラグビーアイルランド代表（英語: Ireland national under-20 rugby union team）は、20歳以下の選手で構成されるラグビーアイルランド代表チームである。
ワールドラグビーU20チャンピオンシップ・シックス・ネイションズU-20チャンピオンシップなどに出場している。

## 歴史
2010年、シックス・ネイションズU-20チャンピオンシップで初優勝。
そして2016年、IRBジュニア世界選手権(現・ワールドラグビーU20チャンピオンシップ)で準優勝。

## タイトル
- IRBジュニア世界選手権 (現ワールドラグビーU20チャンピオンシップ)
2位・1回 (2016年)
- シックス・ネイションズU-20チャンピオンシップ
優勝・3回 (2010年, 2019年, 2022年)
2位・1回 (2009年)

## 成績

### ワールドラグビーU20チャンピオンシップ
- 2008年 - 9位
- 2009年 - 8位
- 2010年 - 9位
- 2011年 - 8位
- 2012年 - 5位
- 2013年 - 8位
- 2014年 - 4位
- 2015年 - 7位
- 2016年 - 2位
- 2017年 - 9位
- 2018年 - 11位
- 2019年 - 8位

### シックス・ネイションズU-20チャンピオンシップ
- 2008年 - 4位
- 2009年 - 2位
- 2010年 - 1位
- 2011年 - 4位
- 2012年 - 3位
- 2013年 - 3位
- 2014年 - 4位
- 2015年 - 5位
- 2016年 - 3位
- 2017年 - 4位
- 2018年 - 3位
- 2019年 - 1位
- 2021年 - 3位
- 2022年 - 1位

## 主な歴代代表主将
- リース・ラドック - 2010年ラグビージュニア世界選手権での主将。2015年W杯・2019年W杯アイルランド代表選出。
- ニール・スカネル - 2012年ラグビージュニア世界選手権での主将。2019年W杯アイルランド代表選出。
- ルーク・マクグラス - 2013年ラグビージュニア世界選手権での主将。2019年W杯アイルランド代表選出。